# Phytomyza ravasternopleuralis
Phytomyza ravasternopleuralis este o specie de muște din genul Phytomyza, familia Agromyzidae, descrisă de Mitsuhiro Sasakawa în anul 1955. Conform Catalogue of Life specia Phytomyza ravasternopleuralis nu are subspecii cunoscute.